# Port (Berna)
Port es una comuna suiza del cantón de Berna, situada en el distrito administrativo de Biel/Bienne. Limita al norte con las comunas de Nidau, Biel/Bienne y Brügg, al este con Aegerten, al sur con Jens y Bellmund, y al oeste con Ipsach.

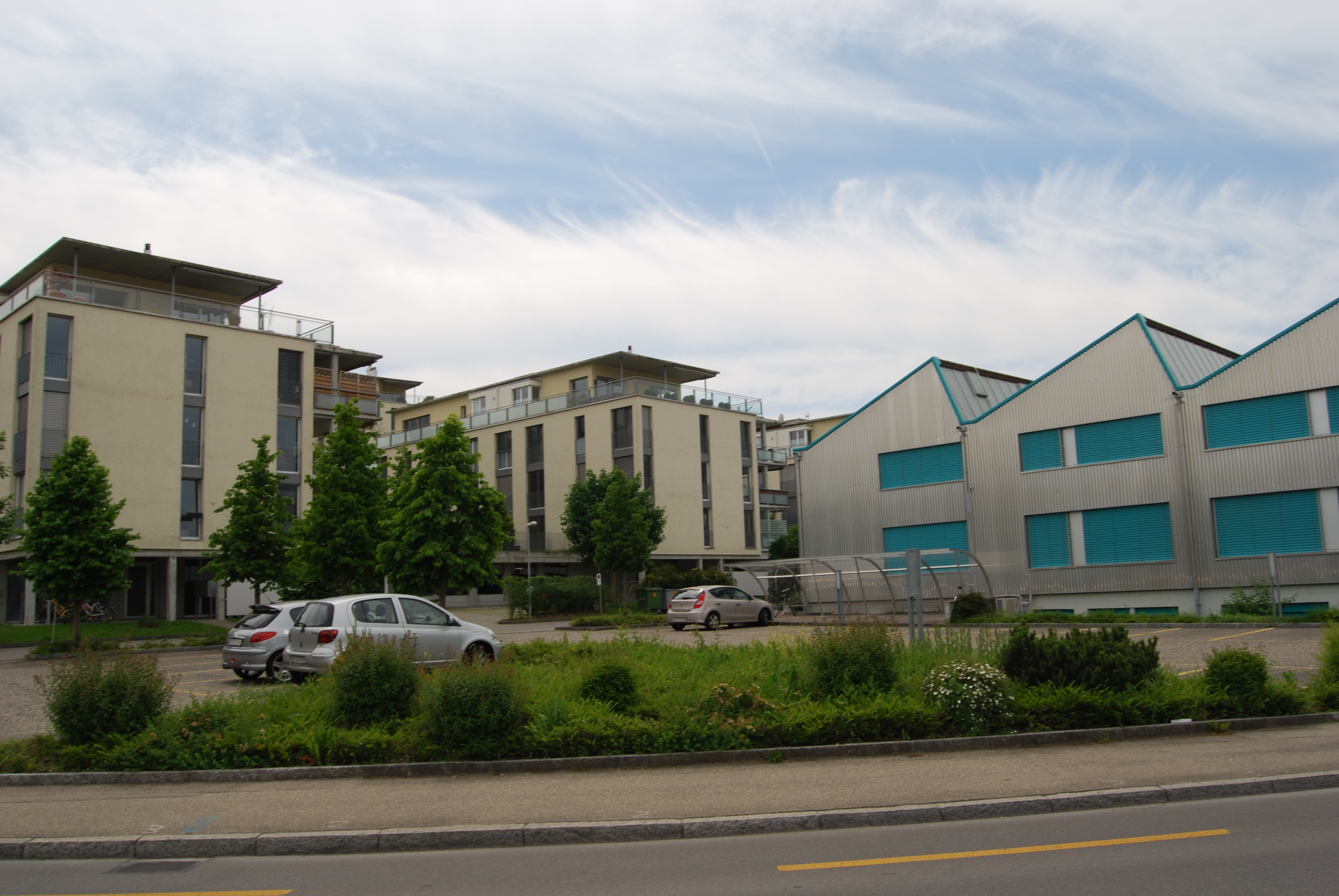
Noibouquartier in Port

Situada históricamente en el distrito de Nidau hasta su desaparición el 31 de enero de 2009.

## Obra de arte
- Luego de la primera corrección de aguas del Jura (1868-1878), un canal fue construido para crear una nueva salida del Lago de Bienne. Este canal Nidau-Büren se encuentra con el río Thielle aquí en Port.
- Tras la segunda corrección, en 1939, una represa de regulación fue construida, esta tiene entre otras cosas una esclusa. La represa es utilizada como puente para atravesar el canal.
- En 1995 una central eléctrica fue construida con el fin de aprovechar la caída del agua. Esta produce unos 25 GWh al año.

## Transporte
- Bus en dirección de Biel/Bienne y de Nidau
- Línea de barco Biel/Bienne-Soleura, parada en la esclusa.